# Костел і монастир кармелітів босих (Львів)
Косте́л і монастир кармелі́тів бо́сих — бароковий комплекс монастиря Ордену кармелітів босих, зведеного в XVII столітті за міськими мурами Львова неподалік від Краківської брами. В 1990 році комплекс монастиря передано отцям студитам УГКЦ, а собор отримав назву Храм Свято́го Архистратига Миха́їла. Розташований на вул. Винниченка, 22.

## Історія
Перші представники ордену кармелітів босих з'явились у Львові 1613 року. Вони спорудили невеликий дерев'яний монастир із храмом на передмісті неподалік Краківської брами й річки Полтви. Пагорб поблизу міста, над східною лінією фортифікацій ченці придбали у Івана Кщоновича 1631 року. Спорудження розпочато 1634 року. Серед фундаторів були, зокрема, брацлавський, київський воєвода Олександр Заславський, Александер Куропатва, Ельжбета Яцимірська, Яків Собеський. Як вотум за перемогу Речі Посполитої у війнах із Московією і Туреччиною, пожертву на будівництво зробив король Владислав IV Ваза. Львівський золотар шотландського походження Якоб Бурнетт призначав 15000 злотих, які йому був винен коронний гетьман Марцін Каліновський, для будівництва окремої каплиці. Бурнетт мав намір бути похованим у підземеллях костелу.
Автором вважається архітектор італійського походження Іван Покорович. Мечислав Орлович правдоподібним будівничим називає його батька-італійця Адама де Лярто. Кармеліти, ймовірно, сподівалися, що монастир увійде у нову лінію міських фортифікацій, яка охопить значно більші терени, ніж тогочасне середмістя. Принаймні такі плани обговорювались і протягом XVII ст. було створено низку проектів. Однак ці фортифікації так і не були реалізовані повністю. «Інтромісія» (офіційне заселення) кармелітів до монастиря і освячення храму відбулись 6 вересня 1642 року. На той час монастир був завершений, але будівництво храму продовжувалось. Через короля ченці добились дозволу на пробиття додаткових проходів у фортифікаціях середмістя, щоб скоротити шлях від міста до храму. Фіртка у зовнішній лінії стін отримала назву «Босацької». Часом звана також «Руською», оскільки така існувала раніше на цьому місці.
У 1648 році монастир, як частина укріплень міста, був здобутий козацькими військами Богдана Хмельницького, внаслідок чого будівля зазнала пошкоджень. Відомо, що до початку XVIII ст. храм простояв без склепінь. Турецьку облогу 1672 року, однак, вдалось витримати. 4 вересня 1704 року під час облоги Львова шведськими військами, загін під особистим командуванням Карла XII взяв штурмом монастир, щоб із нього, з висоти, вести вогонь по місту і фортифікаціях. У той же день через Босацьку фіртку Львів було взято штурмом. Місто було пограбовано, після чого накладено контрибуцію. У місті надовго затяглась кризова ситуація. Пошкоджені фортифікації не доглядались і продовжували руйнуватись. На місці Босацької фіртки було споруджено житлову кам'яницю, на поч. XIX ст. розібрану. 1717 року завершено склепіння, а у 1731–1732 роках храм оздоблено фресками ченця-бернардинця Бенедикта Мазуркевича. У середині XVIII ст. встановлено 12 бічних вівтарів. Із того часу ймовірно походив амвон, дерев'яні лави. 1781 року австрійська влада усунула орден зі Львова. Кармелітів босих переселено до монастиря у Загір'ї (місто у південно-східній Польщі). У львівському монастирі поселено ченців ордену реформатів, а згодом — кармелітів взутих. 1869 року в костелі встановлено і 15 травня урочисто освячено пам'ятник генералові Юзефу Дверницькому авторства Париса Філіппі. У 1945 року влада закрила монастир і ченці виїхали до Кракова. Служби у костелі відбувались ще один рік.
У після воєнні роки, покинуті споруди монастиря спочатку стали місцем проживання безпритульних, а згодом — складом. Впродовж 1960–1980 років, територія колишнього монастирського саду стала місцем спілкування львівських хіпі й інших неформальних угруповань, яке потім перетворилось на знамениту «республіку хіпі», відому як Республіка Святого Саду. Сад став одним з найпопулярніших міць, де слухали і обговорювали найсвіжіші новини світової рок-музики  Найголоснішими подіями стали всесоюзні хіп-сейшни, організовані у Святому Саду наприкінці серпня 1976 і влітку 1977. У радянський період, в інтер'єрі демонтовано пам'ятник Дверницькому, який значно пізніше було віднайдено і після реставрації 2001 року встановлено в Латинському катедральному соборі.

## Сучасний стан
1989 року перед зачиненим храмом почали проводити богослужіння. 1990 року комплекс монастиря передано отцям студитам УГКЦ. Окрім власне монастиря, тут також розмістились видавництво «Свічадо» та Інститут історії УГКЦ. У храмі проведено низку ремонтних робіт, зокрема усе покриття даху і веж замінено новим мідним. Проведено адаптацію для потреб східного обряду — перед вівтарем збудовано однорядний іконостас. При стовпах встановлено чотири бічні вівтарі. Відлито новий дзвін, у великому вікні над хорами вставлено вітраж. Триває ремонт монастирських приміщень.

## Пам'ятні таблиці, епітафії, «гробівці»
В костелі були:
- в каплиці наприкінці правої нави — Станіславу Ліґензі (пом. 1707)
- барокова епітафія з чорного мармуру з портретом шляхтича саської доби та довгим віршем польською мовою, який починався рядками: Tu leżę Piotr Branicki (пом. 1762) człowiek zbyt ułomny, 
Przez czały czas mego życia do rozpusty skłonny.[6]
- графів Йосифа Дунін-Борковського (пом. 1815), Лешека Борковського, діячки-педагога Феліції Боберської (пом. 1889, автор Р. Левандовський)

## Опис
Інтер'єр храму вирішений у стилі бароко, прикрашено у 1731–1732 розписом, який зберігся у склепіннях центрального нефа і належить пензлеві італійського маляра Дж. К. Педретті та його учня Б. Мазуркевича. Картини на сюжети з історії кармелітського ордену виконані Г. Чайковським. Скульптури у навах створив львівський скульптор 2-ї половини XVII століття Антон Штиль. Вежі на головному фасаді, запроектовані архітектором Алоїзом Вондрашкою у 1835–1839, були завершені під час реставрації 1906 р., яку провадив архітектор Владислав Галицький.
Укріплений монастир являв собою оборонний комплекс, який зміцнював зі сходу систему міських фортифікаційних споруд. Пам'ятка кам'яна, тринефна, без абсид, до неї примикає прямокутний у плані будинок із внутрішнім двориком. Головний західний фасад розчленований пілястрами, завершений високим шпилем, фланкованим двома баштами з багатоярусним бароковими за характером завершеннями. Костел перекритий склепінням.

## Світлини

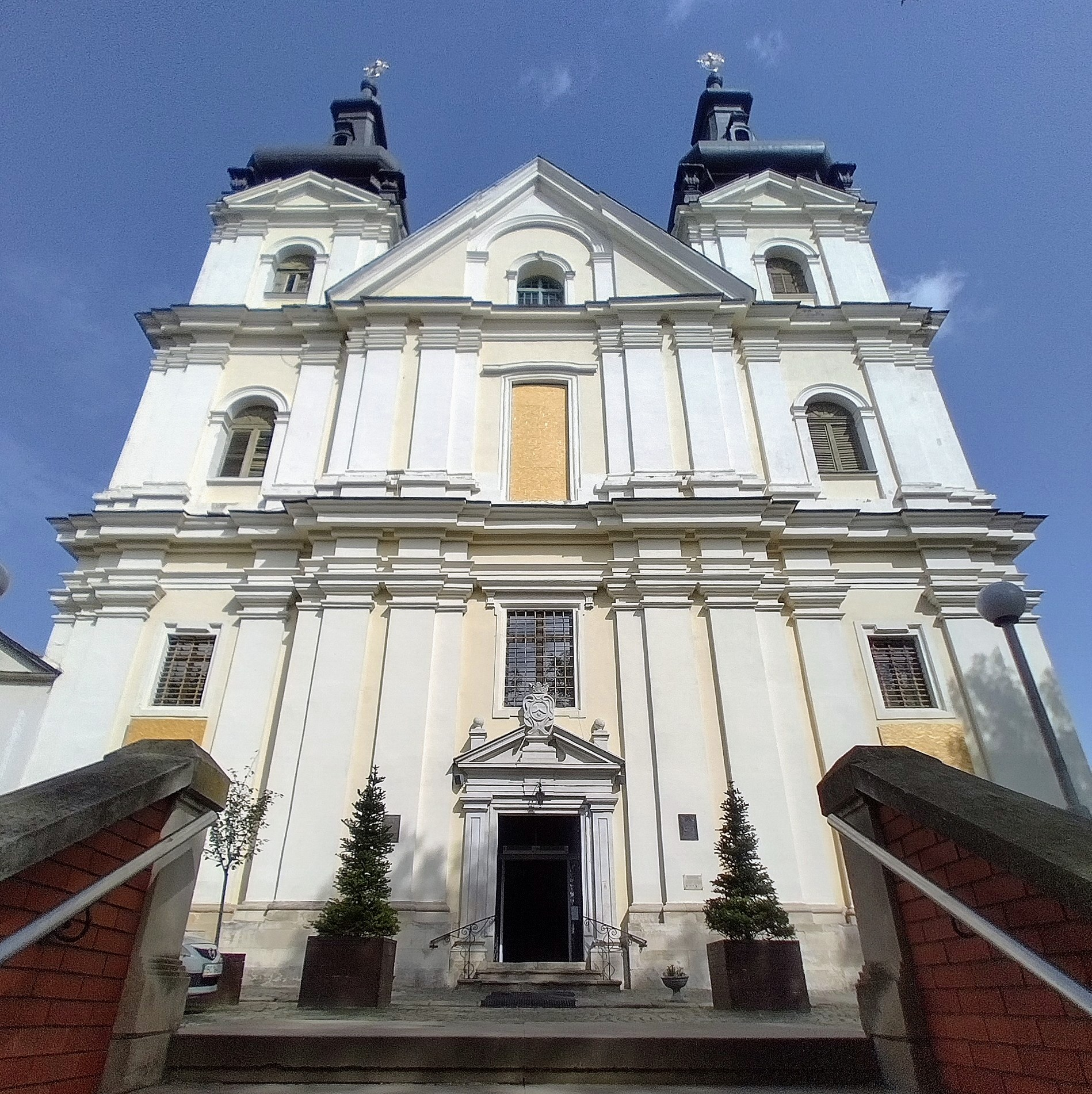
Головний фасад
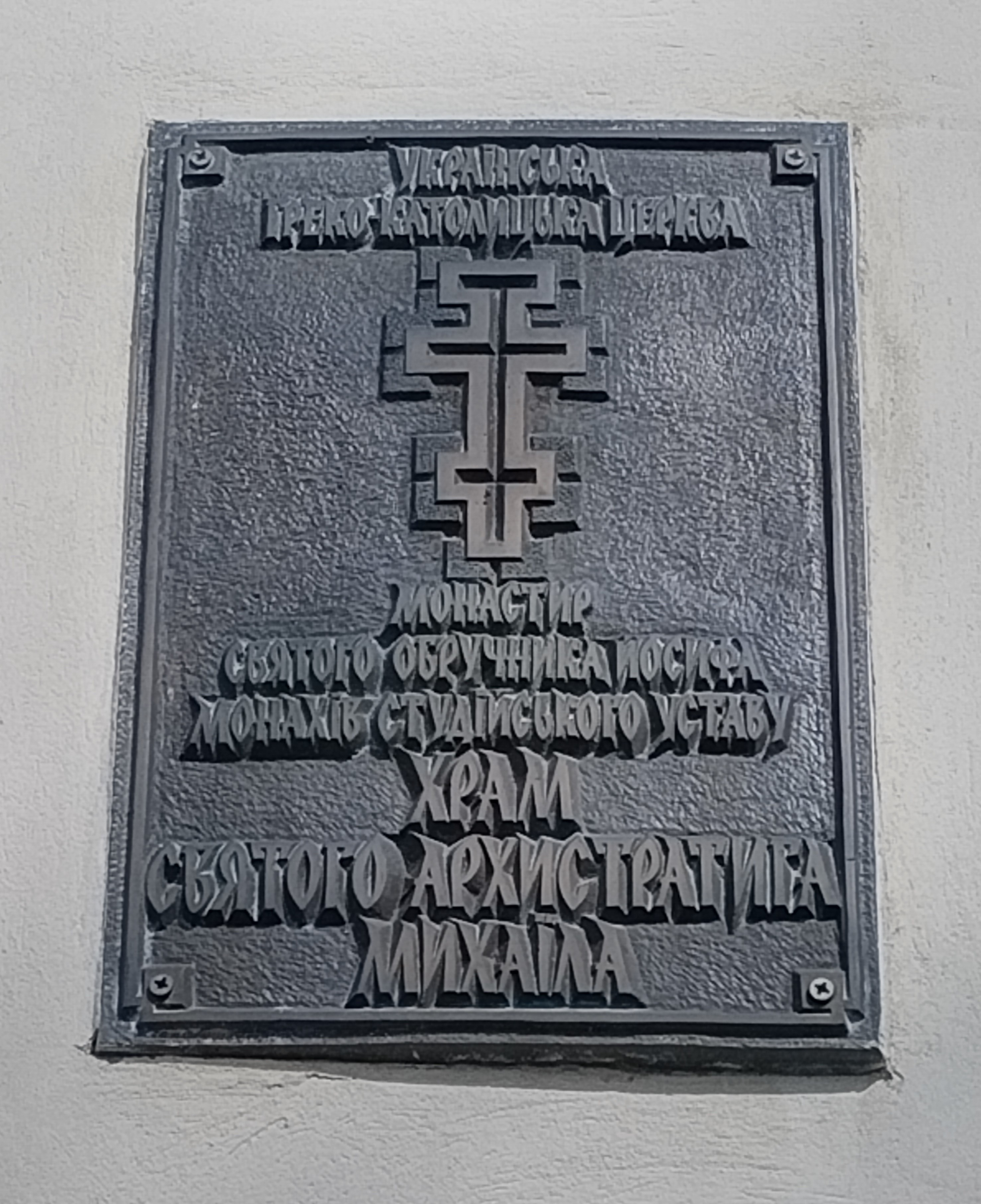
Інформаційна табличка
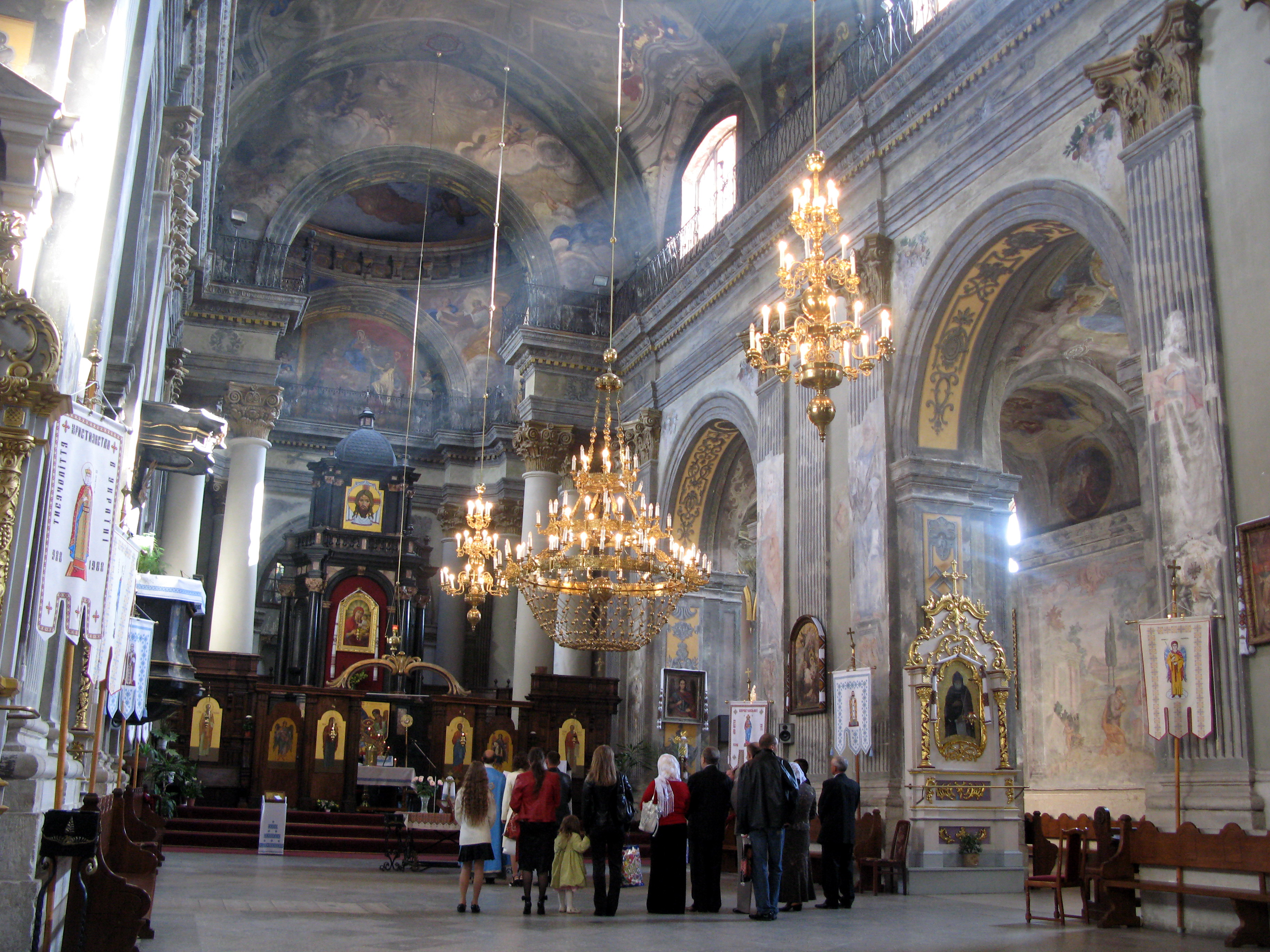
Внутрішній інтер'єр
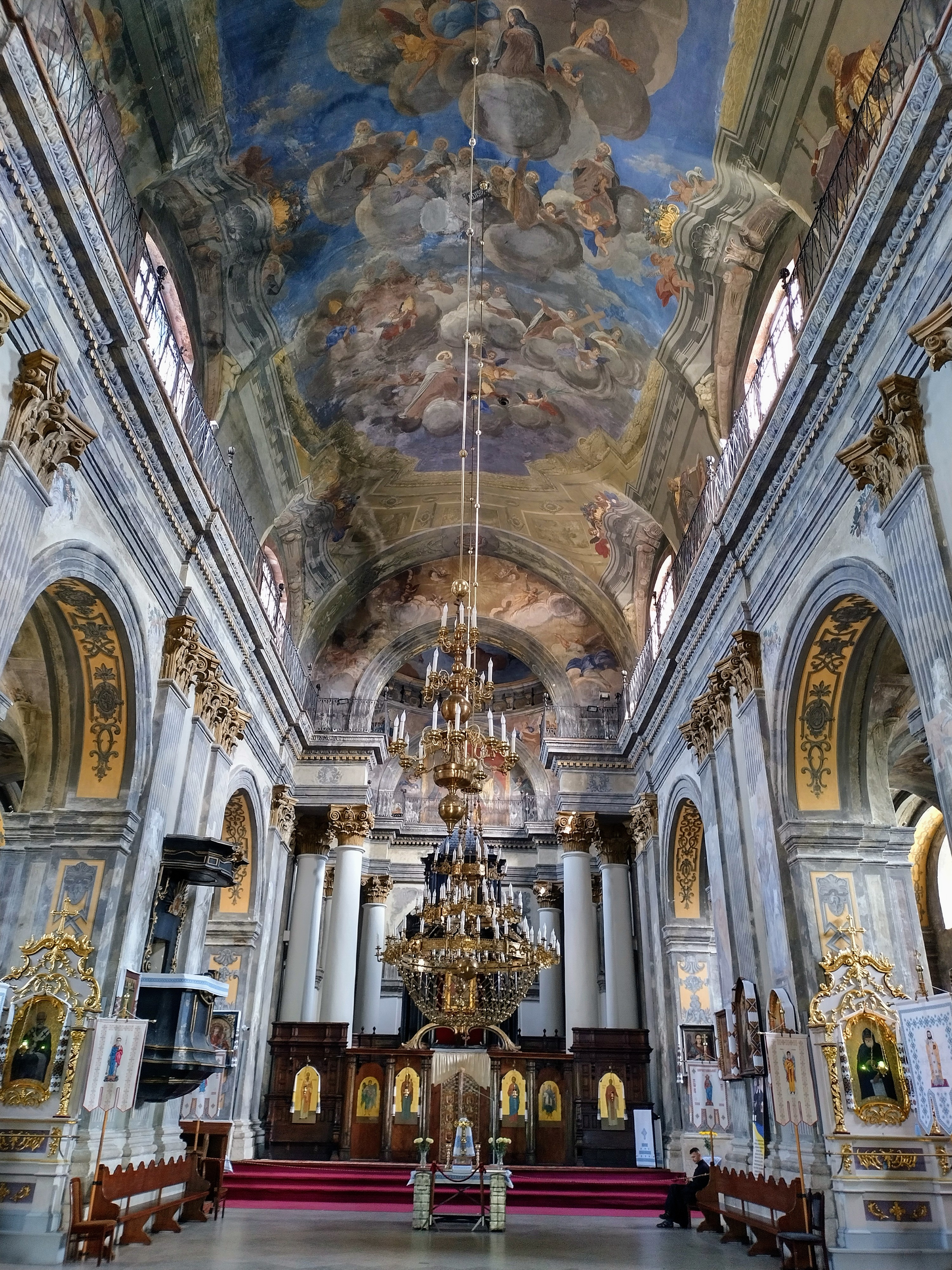
Головний вівтар
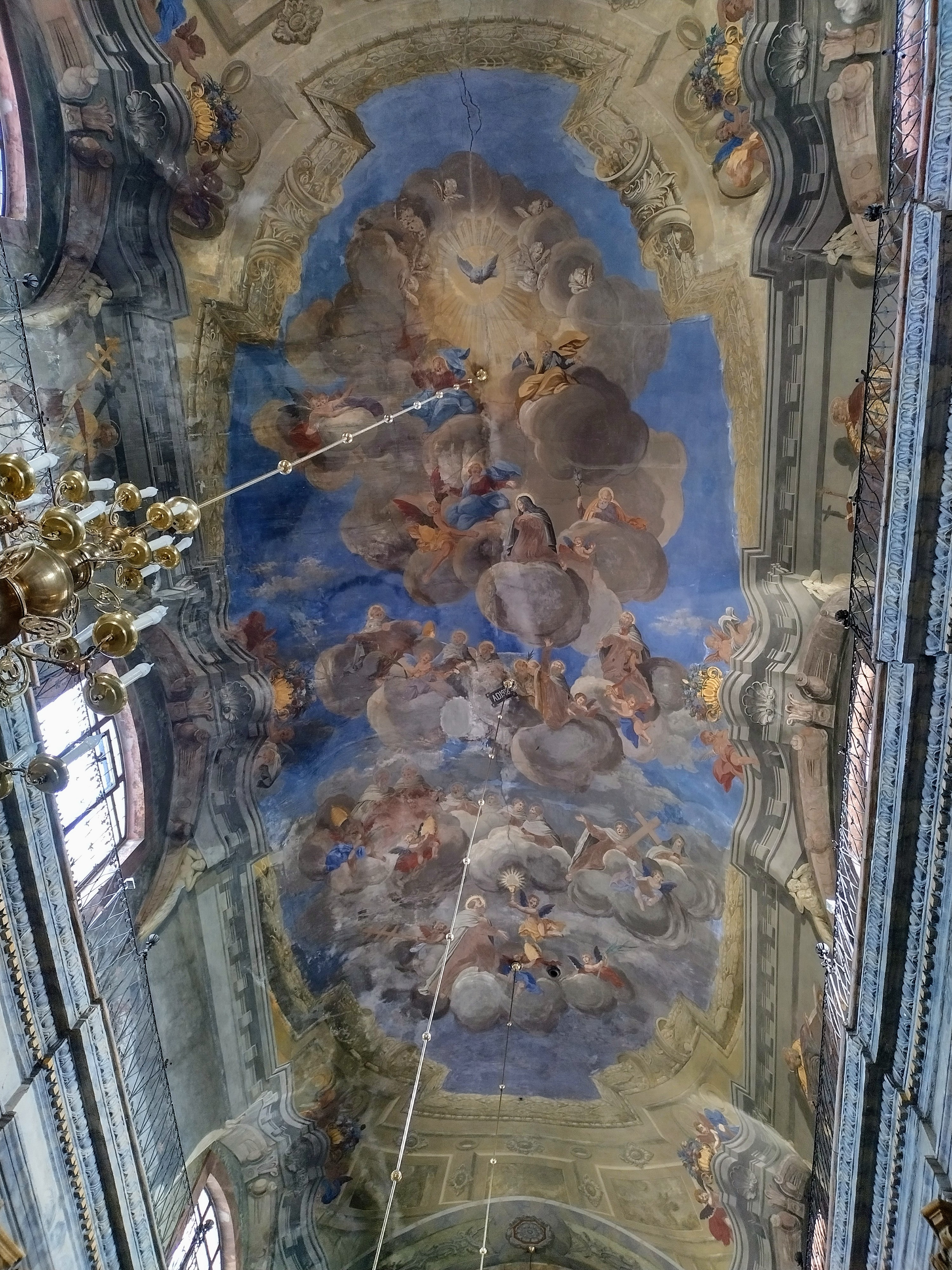
Стінопис на стелі